# Alf Johansson (politiker)
Alf Johansson, född den 24 februari 1942, är en socialdemokratisk politiker i Dalarna. 
Han var landstingsråd och landstingsstyrelsens ordförande i landstinget Dalarna. Han var även med om att bilda fotbollsklubben Kvarnsvedens IK som han även var ordförande i några år. År 2008 var han även ordförande i IK Brage. 
Han är sedan 2014 ordförande i kommunfullmäktige i Gagnef.